# Спутник (газета)
«Спу́тник» — еженедельная газета Королёва (Московская область). Выпускается при поддержке правительства Московской области. Распространена в Королёве и Юбилейном. Официальное печатное СМИ Королёва по изданию правовых актов.
В течение недели в газете публикуются городские и районные новости, информационные статьи, рекламные материалы и объявления, телепрограмма. Распространяется в офисах, торговых центрах и администрациях города, социальных объектах, на проходных градообразующих предприятий, по подписке, продаётся в киосках «Муниципального центра печати». Печатное издание прекратило существование в 2023 году по решению министерства информационных и социальных коммуникаций Московской области.

## История
Первый номер газеты «Спутник» вышел 9 декабря 1993 года. Учредителем печатного издания тогда выступила администрация города Юбилейный. В то время в газете было всего четыре страницы.
На протяжении 21 года «Спутник» выходил в Юбилейном. В разные годы редакторами издания являлись В. А. Миронов, Ю. Н. Рейман, В. Г. Орлов и другие.
С 2010 года редакция реализует проект «Подпиши ветерана». Он подразумевает обращение к руководству городских организаций и горожанам с просьбой оформить подписку для ветеранов Королёва. В рамках акции газета предоставляется бесплатно — оплачиваются только почтовые услуги.
В 2013 году главным редактором «Спутника» была назначена Елена Филиппова. Летом 2014 года, в связи с объединеним городов Королёв и Юбилейный, газета увеличила тираж в 10 раз и стала распространяться на территории Большого Королёва.
В 2015—2016 годах тираж издания составил 12 000 экземпляров, газета выходила в уникальном формате D2. Над её созданием по настоящее время работает коллектив Королёвского информационного агентства.
С 1 апреля 2017 года газета начала выходить в формате А3 тиражом 12 000 экземпляров. Сегодня «Спутник» имеет разветвлённую структуру распространения: через сеть фирменных стоек (в учреждениях культуры, здравоохранения, социальной защиты населения, в МФЦ, в крупных торговых центрах), по подписке, через «Муниципальный пресс-центр». В мае 2019 года стала официальным «голосом» городской администрации Королёва.
По состоянию на сентябрь 2021 года главным редактором издания является Елена Филиппова, а штат сотрудников состоит из 10 человек.  В мае 2021 года Королёвское информагентство присоединили к  ГАУ МО «Пушкинское Информагентство».С августа 2022 года газету формально возглавляла Людмила Болычевская как директор-главный редактор ГАУ МО «Пушкинское Информагентство».
В 2022 году прошла реорганизация информационных агентств Московской области с резким сокращением штата редакций. С июля 2023 года газета "Спутник" прекратила выпуск печатной версии по решению руководства министерства информационных и социальных коммуникаций (МИСК).

## Награды
Коллектив «Спутника» за свою историю получила множество наград. В 2014 году редакция была награждена почётной грамотой губернатора Московской области за II место в областном конкурсе «Человек труда». В 2015 году «Спутник» стал лауреатом областного конкурса «Журналисты — за здоровый образ жизни». В том же году издание получило диплом победителя конкурса в номинации «Лучшая интернет-трансляция» от Межрегионального общественного движения содействия укрепления межнационального согласия и доверия «Сограждане» и Союза журналистов Подмосковья.
В 2015 году сотрудники Королёвского информационного агентства заняли I место по результатам работы в сфере новостной журналистики и получили грамоту РИАМО за большой вклад в создание единого пространства в Московской области.
Помимо издания газеты и работы над новостным сайтом журналисты редакции занимаются и другими проектами. Например, в 2015 году к 70-летию Победы вышла книга ветерана Королева Н. П. Филимонова «Воспоминания о пережитом». В связи с социальным характером проекта, на средства от продажи книги на «Спутник» подписались около 30 ветеранов, 200 книг были переданы в дар Совету ветеранов и школьным библиотекам. В 2014 году информационное агентство выпустило книгу «Котёнок в космосе» писательницы Юлии Лавряшиной, проживающей в Королёве.